# Giro dell'Appennino 1958
Il Giro dell'Appennino 1958, diciannovesima edizione della corsa, si svolse il 24 agosto 1958, su un percorso di 232 km. La vittoria fu appannaggio dell'italiano Cleto Maule, che completò il percorso in 6h27'00", precedendo i connazionali Idrio Bui e Noè Conti.
I corridori che partirono furono 78, mentre coloro che tagliarono il traguardo di Pontedecimo furono 52.

## Ordine d'arrivo (Top 10)
| Pos. | Corridore            | Squadra | Tempo    |
| ---- | -------------------- | ------- | -------- |
| 1    | Cleto Maule          | Torpado | 6h27'00" |
| 2    | Idrio Bui            | Ghigi   | s.t.     |
| 3    | Noè Conti            | Bianchi | a 25"    |
| 4    | Giacomo Fini         | Faema   | s.t.     |
| 5    | Waldemaro Bartolozzi | Legnano | s.t.     |
| 6    | Carlo Nicolo         | Mondia  | s.t.     |
| 7    | Giuseppe Dante       | Asborno | s.t.     |
| 8    | Roberto Falaschi     | Legnano | s.t.     |
| 9    | Angelo Conterno      | Carpano | a 1'40"  |
| 10   | Aurelio Cestari      | Atala   | a 2'25"  |